# Fort Henricus

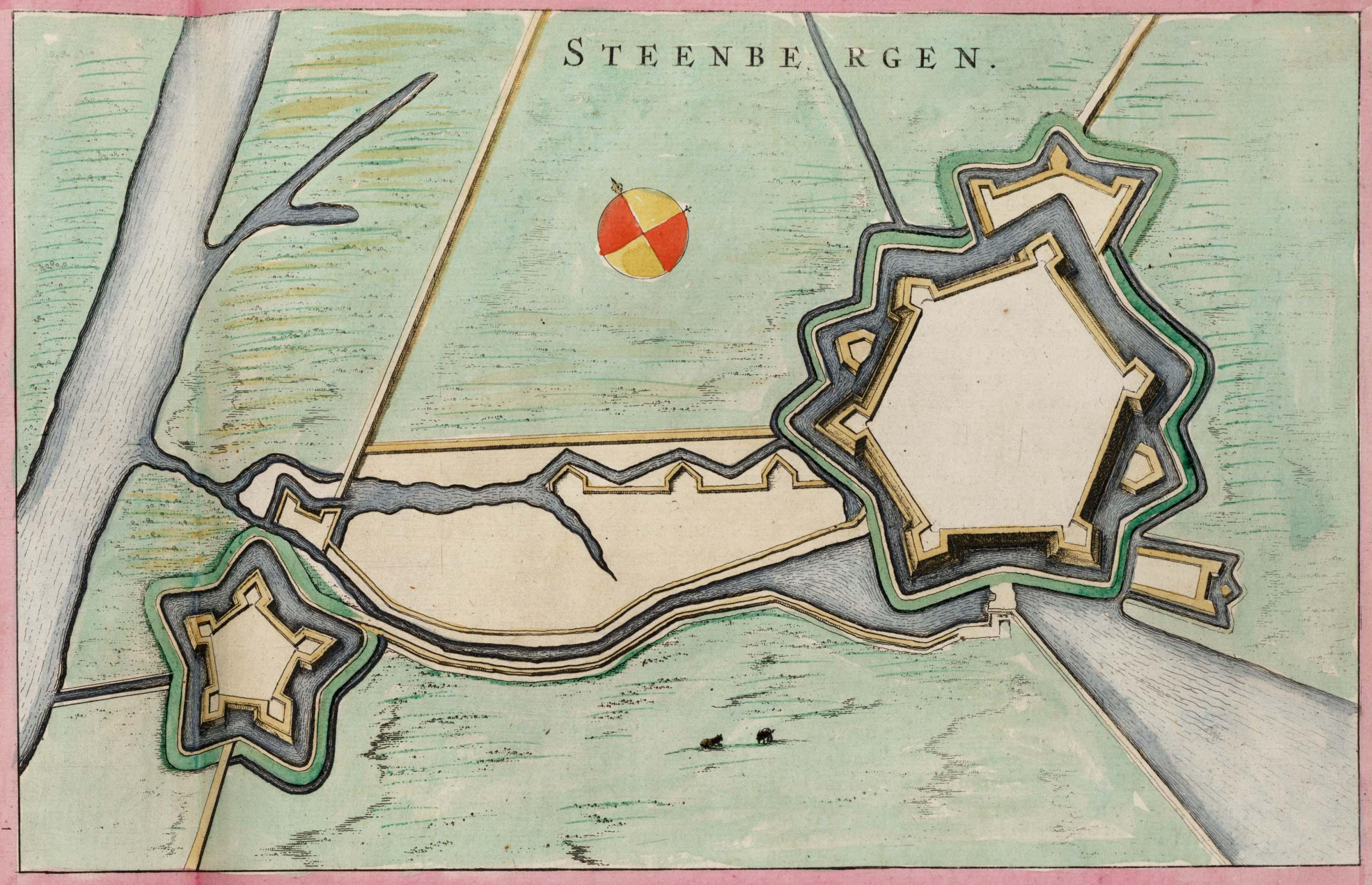
Weergave van Steenbergen met Fort Henricus geheel links. (Atlas van Loon)

Fort Henricus was een fort aangelegd in 1626 ter verdediging van de haven van Steenbergen. Het fort is conform een ontwerp van David van Orliens gebouwd, deels in de Graaf Hendrikpolder en deels in de schorren en slikken die later (in 1649 resp. 1788) zijn bedijkt als de Oude en de Nieuwe Vlietpolder. Het fort heeft vijf bastions en een natte gracht met een contrescarp. In 1809 is het fort voor de laatste keer in paraatheid gebracht, in verband met de mogelijke Britse invasie in Zeeland. In 1816 raakte het fort buiten gebruik. In 1827 werd het fortterrein verkocht aan een particulier ten behoeve van de landbouw. Het fort behoorde tot de West-Brabantse waterlinie.

## Wederopbouw
In 2008 is begonnen met het gedeeltelijk restaureren van het fort. Het is eigendom van Natuurmonumenten.